# Treinta minutos de vida
Treinta minutos de vida es el primer álbum de estudio de Moris, exguitarrista y cantante de la banda Los Beatniks, fue editado originalmente por el sello independiente Mandioca en 1970, aunque las grabaciones se realizaron durante los años 1967 y 1968 y el material fue mezclado en 1969.

En los años 2000, la revista argentina Rolling Stone lo consideró el octavo mejor álbum de la historia del rock nacional argentino.
aunque para 2013 había descendido al puesto número 11 de la lista.

## Historia del álbum
Este disco debut contiene canciones memorables de Moris, como «Ayer nomás» (que la banda Los Gatos había grabado en 1967 en una versión con letra edulcorada), «Pato trabaja en una carnicería», «Escúchame entre el ruido» o la extensa «De nada sirve», canciones que combinan el rock con la llamada canción protesta aunque, sin dudas, la primera canción de la placa: «El oso» es la más famosa de su autor, y está considerada por muchos como una de las más grandes canciones del temprano rock argentino.
El álbum fue grabado en los estudio TNT en Buenos Aires, y la producción ejecutiva estuvo a cargo de Jorge Álvarez y Pedro Pujó, creadores del sello Mandioca.
Cabe destacar la participación de varios músicos amigos en el disco: Pappo (toca el bajo eléctrico en «El oso», «Esto va para atrás» y «En una tarde de sol»), el organista Richard Green, y dos miembros de la banda Manal: Claudio Gabis en guitarra y Javier Martínez en batería y percusión. Como su título lo indica, originalmente Treinta minutos de vida duraba alrededor de media hora, conteniendo ocho canciones; el LP fue relanzado por el sello Talent en 1973, con la adición de «Juan, el noble caballero», mientras que Sony Music lo reeditó en CD en los años noventa con tres canciones extra, la arriba mencionada, «Escúchame» y «Muchacho».
Una constante del disco es su caótica desprolijidad, y un caso típico fue la grabación de «De nada sirve»: Moris la graba con una guitarra acústica de 12 cuerdas, haciendo los bajos con la sexta cuerda de una guitarra clásica, siendo la «batería» una caja con un palito, ejecutada por Javier Martínez.

## Recepción
A veces me encuentro con gente que, en la calle, me canta “De nada sirve” de principio a fin. ¡Y ni siquiera yo me la sé entera y de memoria!», cuenta Mauricio Birabent (Moris). Y esboza una explicación: «Creo que es porque significa algo para sus vidas. Tiene que ver con una problemática que sigue vigente: la igualación total de la forma de vida. Es una canción universal… y un poco neurótica». Moris improvisó esa letra existencialista de casi ocho minutos (con más influencias de Albert Camus y Jean-Paul Sartre que de Bob Dylan), sobre una base hipnótica, y transformó esa canción en un clásico, igual que la mayoría de las que integran 30 minutos de vida: «El oso», «Escúchame entre el ruido» y «Ayer nomás», entre otros. El disco, grabado y editado durante la dictadura de Onganía, lleva vendido casi medio millón de copias. Y aún hoy, a treinta y siete años de su edición original, mantiene un promedio de ventas de diez mil copias anuales. Se grabó en los Estudios TNT (Buenos Aires), en una consola de cuatro canales Ampex, modernísima para la época, manejada por los técnicos Salvador Barresi y Julio Costa («estaban acostumbrados al tango, pero tiraban para adelante»). El productor ejecutivo fue Jorge Álvarez, impulso del pujante movimiento de rockeros emergentes (Manal, Miguel Abuelo). Y la lujosa backing band la integraban amigos: Claudio Gabis, Javier Martínez, Pappo y Richard Green, el organista de Los In, dueño de un órgano Farfisa.
Nota de la revista argentina Rolling Stone sobre los «cien mejores discos del rock argentino».

## Lista de canciones
- Moris es autor de todas las canciones, salvo la indicada.

| N.º | Título                                   | Duración |  |
| 1.  | «El oso»                                 | 02:56    |  |
| 2.  | «Ayer nomás» (Moris/Pipo Lernoud)        | 02:18    |  |
| 3.  | «Pato trabaja en una carnicería»         | 04:14    |  |
| 4.  | «De nada sirve»                          | 07:45    |  |
| 5.  | «Esto va para atrás»                     | 03:25    |  |
| 6.  | «En una tarde de sol»                    | 02:14    |  |
| 7.  | «El piano de Olivos»                     | 04:30    |  |
| 8.  | «Escúchame entre el ruido»               | 05:08    |  |
| 9.  | «Escúchame» (Bonus track)                | 02:27    |  |
| 10. | «Juan, el noble caballero» (Bonus track) | 02:42    |  |
| 11. | «Muchacho» (Bonus track)                 | 03:00    |  |

## Músicos
- Moris: Guitarra acústica de 12 cuerdas, guitarra clásica, guitarra eléctrica, piano, percusión y voz.
- Claudio Gabis: Guitarra eléctrica.
- Javier Martínez: Batería, percusión y voz.
- Pappo: Bajo eléctrico.
- Richard Green: Órgano farfisa.[4]